# Ayampazra
Ayampazra (en georgiano: აჯამფაზრა; en abjasio: Аджампазра) es una aldea que pertenece a la parcialmente reconocida República de Abjasia, dentro del distrito de Ochamchira, aunque de iure es parte del municipio de Ochmachire de la República Autónoma de Abjasia de Georgia.

## Geografía
Ayampazra se encuentra en la orilla dercha del río Galidzga, a 25 km de Ochamchire. La aldea se administra desde el pueblo de Gupi.  